# Гудман, Джейк
Джейкоб Гудман (англ. Jacob Goodman; 14 сентября 1853, Ланкастер, Пенсильвания — 9 марта 1890, Рединг, Пенсильвания) — американский бейсболист, игрок первой базы. Выступал за клуб Национальной лиги «Милуоки Грейс» и команду Американской ассоциации «Аллегейни».

## Биография
Джейк Гудман родился 14 сентября 1853 года в Ланкастере в Пенсивальнии. В Национальной лиге он дебютировал в мае 1878 года в составе клуба «Милуоки Грейс». В июне того же года он выбил свой единственный в Главной лиге бейсбола хоум-ран. Следующие несколько сезонов он провёл в младших лигах. 
В 1882 году Гудман подписал контракт с клубом «Аллегейни», одним из основателей Американской ассоциации, ныне известным как «Питтсбург Пайрэтс». Он стал первым игроком первой базы в истории команды. Гудман провёл за «Аллегейни» всего десять матчей и был исключен из состава по неизвестным причинам, хотя входил в число лучших её отбивающих. В течение четырёх следующих лет Гудман играл в младших лигах, завершив карьеру в 1886 году в составе команды Данвилла из Ассоциации штата Пенсильвания.
К осени 1889 года он стал инвалидом. Возможной причиной паралича называли последствия травмы, перенесённой им в 1884 году. Скончался Джейк Гудман 9 марта 1890 года в результате инсульта.